# Glycaspis montana
Glycaspis montana är en insektsart som beskrevs av Moore 1961. Glycaspis montana ingår i släktet Glycaspis och familjen rundbladloppor. Inga underarter finns listade i Catalogue of Life.